# Intel 8039
Intel 8039 je osmibitový jednočipový mikropočítač harvardské architektury vyvinutý firmou Intel a na trh uvedený roku 1977. Patří do rodiny procesorů MCS-48, od ostatních se liší tím, že:
- neobsahuje vnitřní programovou paměť ROM (připojuje se externě),
- velikost vnitřní datové paměti RAM činí 128 bajtů a
- nepodporuje standby režim.

Osazoval se do keramického pouzdra DIP-40. Pracovní teplota leží v rozmezí 0–70 °C. Hodinový oscilátor je součástí čipu, obsahuje 2 8bitové čítače/časovače, 27 V/V portů. Pracuje na frekvenci 11 MHz.
Nejrozšířenějším podtypem je Intel 8039AHL, vyrobený technologií HMOS II. Dalšími podtypy i od jiných výrobců jsou např.:
| Podtyp                                   | Materiál pouzdra | Poznámky                     |
| ---------------------------------------- | ---------------- | ---------------------------- |
| Intel D8039                              | keramický        | –                            |
| Mitsubishi M5L8039P-11                   | plastický        |                              |
| NEC D80C39C (UPD80C39C)                  | plastický        | 26. port označován jako STOP |
| National Semiconductor INS8039J-6        | keramický        | Pracuje na frekvenci 6 MHz   |
| Philips MAB8039HL-11P                    | plastický        | –                            |
| Signetics SCN8039ACBN40 (SCN8039A CBN40) | plastický        | –                            |
| Toshiba TMP8039PI-6                      | plastický        | 26. port označován jako STOP |
| SSSR IKM1850VE39                         | keramický        | –                            |

Většinou se liší technologií výroby a celkovým technickým provedením, z pohledu programátora se však nejedná o žádné změny (vyjma taktovací frekvence nebo velikostí datové nebo programové paměti).